# الحرب السيليزية الثالثة
الحرب السيليزية الثالثة هي صراع بين بروسيا والنمسا (بالإضافة إلى حلفائهم) دامت من عام 1756 حتى عام 1763 وأكدت سيطرة بروسيا على منطقة سيليزيا (تقع الآن في جنوب غرب بولندا). تركز القتال بصورة أساسية في سيليزيا وبوهيميا وساكسونيا العليا وشكلت هذه الحرب إحدى مسارح حرب السنوات السبع. كانت هذه الحرب آخر الحروب السيليزية الثلاث بين بروسيا فريدريك العظيم ونمسا ماريا تيريزا في منتصف القرن الثامن عشر، وانتهت الحروب الثلاثة لسيطرة بروسيا على سيليزيا.
يمكن رؤية هذا الصراع بصفته استمرارًا للحروب السيليزية الأولى والثانية التي نشبت في العقد الماضي. بعد أن أنهت معاهدة إكس لا شابيل حرب الخلافة النمساوية، أصدرت النمسا إصلاحات واسعة وقلبت سياستها الديبلوماسية التقليدية تحضيرًا لإعادة إطلاق الحرب مع بروسيا. وكما حدث في الحروب السيليزية الأولى والثانية، لم يكن هناك حدث أساسي يُطلق شرارة الحرب، بدلًا من ذلك ضربت بروسيا بصورة انتهازية لتعطيل خطط أعدائها. كانت الخسارة في الأرواح والأموال عاليةً في كلا الطرفين، وانتهت الحرب بصور غير حاسمة عندما لم يتحمل أي من الطرفين المتحاربين استدامة تلك الحرب لفترة أطول.
بدأت الحرب بغزو بروسيا لساكسونيا في منتصف عام 1756، وانتهت بنصر بروسيا بمعاهدة هوبيرتسبرغ عام 1763 والتي أكدت سيطرة بروسيا على منطقة سيليزيا. لم ينتج عن المعاهدة أي تغيرات إقليمية، ولكن النمسا وافقت على الاعتراف بسيادة بروسيا على سيليزيا مقابل دعم بروسيا لانتخاب ابن ماريا تيريزا الأرشيدوق جوزيف بصفته إمبراطورًا رومانيًا مقدسًا. شكل هذا الصراع جزءًا من المنافسة البروسية النمساوية الجارية والتي ستشكل سياسة ألمانيا لقرن من الزمن. عززت الحرب بصورة كبيرة من هيبة بروسيا التي حصلت على الاعتراف العام بصفتها قوةً أوروبية أساسية ومن هيبة فريدريك الذي وطد سمعته بصفته عبقريًا عسكري.

## السياق والأسباب
بينما كانت حرب السبع سنوات نزاعًا عالميًا بين عدة أطراف متحاربة، أطلق مسرحها في أوروبا الوسطى أحقادًا طويلة من حرب الخلافة النمساوية (1741-1748). أكدت معاهدة إكس لا شابيل، التي أنهت الحرب السابقة، استيلاء الملك فريدريك الثاني على منطقة سيليزيا من ملكية هابسبورغ خلال حربين سيليزيتين. ومع ذلك شرعت الأرشيدوقة ماريا تيريزا النمساوية بكل طاقتها لاستعادة المقاطعة السليبة والتأكيد مجددًا على سيادة النمسا في الإمبراطورية الرومانية المقدسة؛ بعد استعادة السلام، شرعت ماريا ببناء قواتها المسلحة وسعت لتكوين تحالفات جديدة.

### الصراعات غير المحلولة
رغم اعتراف فرنسا وبريطانيا العظمى بسيادة بروسيا على سيليزيا في ظل معاهدة إكس لا شابيل، رفضت النمسا بشكل قاطع التصديق على الاتفاقية، وحجب الإمبراطور الروماني المقدس فرانسيس الأول، زوج ماريا تيريزا، موافقة الإمبراطورية الرومانية المقدسة للسيطرة البروسية على المقاطعة المتنازع عليها. حجبت بروسيا، بدورها، موافقتها على المرسوم العملي متحديةً بذلك شرعية ماريا تيريزا بصفتها رئيسة ملكية هابسبورغ. بعيدًا عن روابط السلالات الحاكمة، رأى ملك بريطانيا جورج الأول في بروسيا حليفًا ووكيلًا لفرنسا، بينما رأت القيصر إليزابيث الروسية مملكة فريدريك منافسًا في التأثير على الكومنولث البولندي الليتواني وخافت من قوة بروسيا المتنامية أن تشكل عائقًا أمام التوسع الروسي باتجاه الغرب. كانت الظروف السياسية والديبلوماسية التي أدت إلى الحروب السيليزية السابقة ما تزال قائمة، وبدا أن نزاعًا قادمًا في الطريق للحدوث.
في عام 1746، وقعت ماريا تيريزا اتفاقية دفاعية مع إليزابيث عُرفت باسم معاهدة الإمبراطورتان والتي نظمت قوى روسيا والنمسا ضد بروسيا؛ كان هناك شرطًا سريًا يتيح دعم روسيا لمزاعم النمسا بالسيادة على سيليزيا. في عام 1750، انضمت بريطانيا إلى حلف معاداة بروسيا، وبالمقابل، توقعت بريطانيا دفاعًا من النمسا وروسيا في حال الهجوم البروسي على مقاطعة هانوفر التي حكمها الملك جورج باتحاد شخصي. في ذات الوقت، اتبعت ماريا تيريزا، التي خاب أملها من أداء بريطانيا بصفتها حليفةً لها في حرب الخلافة النمساوية، نصيحة مستشارها فينزيل أنتون فون كاونيتز المثيرة للجدل بالاندفاع إلى علاقات أهدأ مع مملكة فرنسا المنافس القديم للنمسا.

### الثورة الديبلوماسية
صعّدت بريطانيا التوتر عام 1755 عندما عرضت تمويل نشر القوات الروسية مقابل استعداد روسيا للزج بجيشها لمهاجمة الجبهة الشرقية لبروسيا. بدأ فريدريك، عندما نبهته دائرته المقربة، بالعمل على فصل الحلف النسماوي البريطاني من خلال تهدئة مخاوف الملك جورج حول هانوفر. في السادس عشر من يناير عام 1756 وافقت كل من بروسيا وبريطانيا على اتفاقية ويستمنستر وفيها تتعهد بروسيا بضمان هانوفر من الهجوم الفرنسي مقابل إيقاف بريطانيا المساعدات العسكرية لروسيا. أنشأت هذه الخطوة الاتحاد الأنغلو-بروسي الجديد وأغاظت البلاط الفرنسي.
كانت النمسا تسعى في ذلك الوقت إلى علاقات أهدأ مع فرنسا لضمان أن فرنسا لن تأخذ الطرف البروسي في حال حدوث نزاع مستقبلي على سيليزيا. استجاب الملك لويس الخامس عشر لإعادة الاصطفاف البروسي مع بريطانيا من خلال قبول دعوة ماريا تيريزا إلى تحالف فرانكو-نمساوي جديد والذي أقر رسميًا في معاهدة فيرساي الأولى في أيار عام 1756. عُرفت تلك السلسلة من المناورات السياسية باسم الثورة الديبلوماسية. اقتربت روسيا، منزعجةً من الانسحاب البريطاني لتقديم المساعدات الموعودة، أكثر إلى النمسا وفرنسا موافقةً على تحالف هجومي منفتح أكثر معادٍ لبروسيا في أبريل عام 1756. عند انقلاب فرنسا ضد بروسيا وابتعاد روسيا عن بريطانيا، كبرت خطة كاونيتز لتصبح تحالفًا كبيرًا معادٍ لبروسيا يضم النمسا وروسيا وقوى ألمانية صغيرة إضافةً لفرنسا.

### التحضيرات للحرب
عندما بدأت النمسا وروسيا استعدادات لإعادة إشعال الحرب، أصبح فريدريك مقتنعًا أن بروسيا ستُهاجم في بدايات عام 1757؛ وبدلًا من انتظار أعداءه ليتحركوا في وقت يختارونه هم، عزم على التصرف بطريقة وقائية، بادئًا الهجوم على مقاطعة ساكسونيا القريبة والذي اعتقد بطريقة صحيحة أنها طرف سري في التحالف ضده. كانت إستراتيجية فريديريك البعيدة تتكون من ثلاثة أجزاء. أولًا، اعتزم احتلال ساكسونيا ليكسب عمقًا استراتيجيًا ويستخدم جيش ساكسونيا وثروتها لدعم المجهود الحربي البروسي. ثانيًا، يتقدم من ساكسونيا إلى بوهيميا حيث سيقيم مساكن شتائية على حساب النمسا. ثالثًا، سيغزو مورافيا من سيليزيا ويستولي على حصن أولميتز ويتقدم إلى فيينا ليفرض نهايةً على الحرب. كان فريدريك يأمل بالحصول على الدعم المالي من البريطانيين الذين وعدوا بإرسال سرب بحري إلى بحر البلطيق لردع غزو ساحل بروسيا إذا لزم الأمر.
للبدء بتنفيذ مخططه، قسم فريدريك جيش روسيا إلى ثلاثة أقسام. وضع قوةً قوامها عشرين ألف جندي تحت إمرة المشير هانز فون ليهوالدت في بروسيا الشرقية للحماية ضد أي غزو روسي من الشرق مع قوة احتياطية قوامها ثمانية آلاف جندي في فارذر بوميرانيا؛ افتُرض أن روسيا قادرة على جلب قوة لا تقاوم للدخول إلى شرق بروسيا، لكن الملك وثق ببطء وقلة تنظيم الجيش الروسي للدفاع عن جناحه الشمالي الشرقي. وكذلك وضع المشير الكونت كورت فون شفيرين في سيليزيا مع 25 ألف رجل لردع الغارات من مورافيا وهنغاريا. وأخيرًا، قاد الملك فريدريك بنفسه القسم الأكبر من الجيش البروسي المكون من 58 ألف رجل إلى ساكسونيا؛ عبرت القوات البروسية حدود ساكسونيا في التاسع والعشرين من أغسطس عام 1756 وبدأت الحرب السيليزية الثالثة.

## مسار الحرب

### غزو ساكسونيا
سار الجيش البروسي في ثلاثة أرتال: على اليمين كان نحو 15,000 رجل تحت قيادة الأمير فرديناند من براونشفايغ، وعلى اليسار 18,000 رجل تحت قيادة بيفيرن دوق براونشفايغ، وفي المركز كان فريدريك نفسه، ومع قيادة المارشال جيمس كيث لفيلق من 30,000 جندي. كانت الخطة أن يتقدم الأمير فرديناند إلى بلدة كيمنتس ومن ثم يتجه إلى لايبزيغ، بينما يجتاز بيفيرن لوساتيا للاستيلاء على باوتسن. في نفس الوقت، كان فريدريك وكيث سيتقدمان عبر تورجاو لمهاجمة العاصمة السكسونية في درسدن. كانت ساكسونيا والنمسا غير مستعدتان لهجوم فريدريك الاستباقي، وتناثرت قواتهما. عندما تدفق البروسيون إلى الولاية، قام الجيش السكسوني الرئيسي بتحصين نفسه في بيرنا، واحتل البروسيون درسدن في 9 سبتمبر بعد مقاومة قليلة.
ضغط فريدريك والجيش البروسي الرئيسي على شمال بوهيميا، وكان هدفهم الاشتباك مع النمساويين تحت قيادة الجنرال ماكسيميليان يوليسيس براون قبل أن يتمكنوا من توحيد القوات مع الساكسون. اتخذ براون موقعًا يمكن الدفاع عنه في قرية لوبوزيتس، حيث خاضت القوتان معركة لوبوزيتس في 1 أكتوبر. انتهى الاشتباك بنتيجة غير حاسمة، مع تسبب النمساويون في خسائر كبيرة للبروسيين ثم تراجعوا بعد ذلك في حالة جيدة، وهكذا منع فريدريك براون من تعزيز الساكسون المعزولين، لكن براون أوقف تقدم فريدريك إلى بوهيميا. في الشمال، احتل البروسيون ولاية سكسونيا بالكامل، وأُخذ الأمير ناخب ساكسونيا فريدريك أغسطس الثاني كسجين، على الرغم من أنه سمح له بالانسحاب إلى ممالكه الأخرى في 18 أكتوبر. حُوصر الجيش السكسوني لفترة وجيزة في بيرنا واستسلم في 14 أكتوبر، وبعد ذلك دُمج رجاله بالقوة في الجيش البروسي تحت قيادة الضباط البروسيين. أُفرغت خزانة ساكسونيا وخُفضت عملتها للمساعدة في تمويل المجهود الحربي البروسي.

### 1757

#### دبلوماسية الشتاء
خلال شتاء 1756-1757 عمل المتحاربون على تأمين تحالفاتهم وتنسيق إستراتيجيتهم مع حلفائهم. في فبراير أقنع ويليام بيت، الرئيس الجديد لمجلس العموم وعدو عاقد العزم لفرنسا، البرلمان البريطاني بالالتزام الراسخ والنهائي بالقضية البروسية ضد النمسا وفرنسا، وبعد ذلك بدأت بريطانيا في تقديم الإمدادات والدعم الضروري لبرلين. وافق البرلمان أيضًا على نشر جيش للمراقبة من أجل الدفاع عن هانوفر (وبراندنبورغ) ضد الغزو الفرنسي القادم من الغرب.
رغم ذلك، حفز هجوم بروسيا العنيف على ساكسونيا التحالف النمساوي، وزاد بصفة خاصة التزام فرنسا بالحرب الهجومية ضد بروسيا. التقى البرلمان الامبراطوري في يناير في ريغنسبورغ، وهناك فازت ماريا تيريزا بما يكفي من الأمراء الألمان للوقوف إلى صف قضيتها لدرجة إعلان الإمبراطورية الرومانية المقدسة الحرب على بروسيا في 17 يناير، دعا البرلمان الامبراطوري إلى تجميع 40,000 رجل من الجيش الإمبراطوري (بالألمانية: Reichsarmee) ووضعهم تحت تصرف النمسا لتحرير ساكسونيا. في مايو 1757 عززت معاهدة فرساي الثانية التحالف الفرنسي النمساوي، مع موافقة الفرنسيون على المساهمة بـ 129,000 جندي في القتال في ألمانيا، إلى جانب إعانات قدرها 12 مليون جنيه فرنسي سنويًا حتى تستعيد النمسا سيليزيا.
في المقابل، وعدت النمسا أنه بعد الفوز، ستمنح فرنسا السيطرة على الأراضي المنخفضة النمساوية، وهي جائزة كان الفرنسيون يطمعون بالحصول عليها منذ وقت طويل. التزمت روسيا أيضًا بإقحام 80 ألف رجل في النزاع، التي كانت تأمل بالاستيلاء على شرق بروسيا ومن ثم استبدال تلك الأراضي مع بولندا من أجل السيطرة على كورلاند. وافقت السويد أيضًا على غزو بوميرانيا البروسية، التي كانت تتطلع إلى استعادة الأراضي التي خسرتها أمام بروسيا بعد الحرب الشمالية العظمى. بصورة عامة، سعى الائتلاف النمساوي إلى تقسيم كامل لمملكة بروسيا، وكل ذلك أثناء تصوير فريدريك على أنه المعتدي بسبب قيامه بالخطوة الأولى لبدء الحرب.

#### الحملة البوهيمية ومعركة كولن
بعد فصل الشتاء في سكسونيا، قرر فريدريك غزو بوهيميا على الفور مرة أخرى، قبل أن تتمكن القوات الفرنسية أو الروسية من الوصول إلى المنطقة ودعم النمساويين.|||p=3372">(), p. 337</ref> في 18 أبريل 1757، تقدم الجيش البروسي الرئيسي في أرتال متعددة عبر جبال الخام، بحثًا عن مواجهة حاسمة مع قوات براون، بينما تقدمت حامية سيليزيا أسفل شفيرين من جلاتس للانضمام إليهم.|||p=3372" /> في 21 أبريل واجه رتل لبيفيرن فيلقًا نمساويًا بقيادة الكونت كوينيجسيج بالقرب من رايشنبرغ. انتهت معركة رايشنبرغ التي تلت ذلك بانتصار بروسي، واستمرت القوات البروسية في التقدم إلى براغ.
وُحدت الأرتال الغازية شمال براغ، في حين أُعيد تشكيل القوات النمساوية المنسحبة تحت قيادة الأمير تشارلز من لورين إلى الشرق من المدينة، وفي 6 مايو خاض الجيشان معركة براغ. تكبد كلا الجانبين خسائر فادحة، وقُتل براون وشفيرين، لكن البروسيين أجبروا النمساويين على التراجع إلى المدينة المحصنة، التي حاصرها الغزاة بعد ذلك. بعد معرفته بالهجوم على براغ، تقدم القائد النمساوي الكونت ليوبولد فون داون من الشرق بقوة مكونة من 30,000 رجل. وصل داون متأخرًا جداً للانضمام إلى معركة براغ، لكنه جمع آلاف النمساويين المتناثرين الذين فروا من المعركة، مع هذه التعزيزات انتقل ببطء لمساعدة المدينة.
في محاولة لمحاصرة براغ ومواجهة داون في وقت واحد، اضطر البروسيون إلى تقسيم قواتهم. قاد فريدريك 5,000 جندي من الحصار لتعزيز جيش مؤلف من 19,000 رجل تحت قيادة بيفيرن بالقرب من كولين ولتقييم الوضع. بدون قوة كافية لمقاومة تقدم داون، قرر فريدريك سحب المزيد من الرجال من الحصار ومهاجمة موقع القوات النمساوية بصورة استباقية. انتهت معركة كولين في 18 يونيو بانتصار نمساوي حاسم، ودُمر الموقع البروسي، واضطر الغزاة إلى رفع الحصار والانسحاب من بوهيميا تمامًا، ولاحقتهم قوات جيش داون، التي زاد تعدادها مع انضمام حامية براغ. كان الفشل في الاستيلاء على بوهيميا يعني تدمير إستراتيجية فريدريك، وعدم ترك أي إمكانية واقعية للمسير إلى فيينا.

#### شرق بروسيا وبوميرانيا
كان تراجع بروسيا في بوهيميا متوازيًا مع انضمام مقاتلين جدد إلى الجانب النمساوي. في منتصف 1757، غزت قوة روسية قوامها 75,000 جندي بقيادة المشير ستيبان فيودوروفيتش أبراكسين شرق بروسيا واستولت على القلعة في ميميل. بالتقدم أكثر، اشتبك الروس مع قوة بروسية أصغر بقيادة المارشال ليوالدت في معركة غروس ييجرسدورف في 30 أغسطس وهزموها. ولكن، لم يتمكن الروس المنتصرين من أخذ كونيغسبرغ، بعد أن استهلكوا إمداداتهم في ميميل وغروس ييجرسدورف، وتراجعوا بعد ذلك بوقت قصير، حدت الصعوبات المتكررة مع اللوجستيات من القدرات الهجومية للجيش الروسي الكبير وسمحت لبروسيا الشرقية بالصمود لفترة أطول مما كان متوقعًا. أعلنت السويد أيضًا الحرب على بروسيا في سبتمبر، وغزت بوميرانيا البروسية في 13 سبتمبر مع قوة من 17,000 رجل وبدأت حرب بوميرانيا. أدت الحاجة إلى الدفاع عن المناطق الأساسية على جبهات أخرى إلى تقليل القدرة الهجومية لبروسيا في بوهيميا وسيليزيا.

#### معركة روسباخ
في منتصف عام 1757، توغلت القوات النمساوية تدريجيًا إلى لوساتيا التي تسيطر عليها بروسيا، في حين اقتربت قوة فرنسية وقوة من الجيش الإمبراطوري (بالألمانية: Reichsarmee) مجتمعتان تحت قيادة أمير سوبيز من مسرح العمليات من الغرب. في 7 سبتمبر، النمساويون تحت قيادة داون والأمير تشارلز، تقدموا إلى لوساتيا العليا، هزموا قوة بروسية تحت قيادة بيفيرن وهانز كارل فون فينترفيلدت في معركة مويز، التي قتل خلالها فينترفيلدت. ثم تقدم جيش الأمير تشارلز غربًا، على أمل الانضمام بقوات سوبيز بعد أن اجتاز الأخير ولاية سكسونيا، بينما تراجع بيفيرن وجيشه شرقاً للدفاع عن سيليزيا السفلى.